# Warren Vaché senior
Warren W. Vaché senior (* 27. November 1914 in Brooklyn, New York; † 4. Februar 2005 in Rahway, New Jersey) war ein amerikanischer Jazzmusiker und Journalist.

## Leben und Wirken
Vaché war zunächst Schlagzeuger, aber erkannte rasch, dass eine höhere Nachfrage nach Jazzbassisten bestand, und etablierte sich am Kontrabass. Er spielte mit Eddie Condon im New Yorker Club Nick’s, trat regelmäßig mit Doc Cheatham auf, spielte auch mit Bobby Hackett und Vic Dickenson  und leitete seine eigenen, dem traditionellen Dixieland Jazz verhafteten Bands wie „The Syncopatin' Six“ und „The Syncopatin' Seven“, die zwei Alben für das Label Jazzology aufnahmen. Mit der Syncopatin’ Seven trat er 1989 auch auf dem Dixieland-Festival Dresden auf.
Daneben verdiente er den Unterhalt, um seine Familie zu ernähren, aber auch durch Reparaturen und als Verkäufer im Elektrohandel. Vaché Sr. war auch einer der Begründer der „American Jazz Hall of Fame“. Er war weiterhin an der Gründung der „New Jersey Jazz Society“ und der „American Federation of Jazz Societies“. Er zeichnete 15 Jahre lang als Herausgeber des Magazins „Jersey Jazz“.
Vaché Sr. verfasste ferner Biographien über Jazzmusiker wie Pee Wee Erwin, Johnny Blowers und Claude Hopkins („Crazy fingers“) und gab die Sammlungen „The Unsung Songwriters“ und „Jazz Gentry“ heraus, die aus eigenen Artikeln über Jazzmusiker und Jazz bestanden.
Gemeinsam mit seiner Frau Madeline hatte er eine Tochter und zwei Söhne, die beide professionelle Jazzmusiker sind, Trompeter Warren Vaché und Klarinettist Allan Vaché.

## Diskographische Hinweise
- Swingin’ and Singin’ (Jazzology, 1990) mit Larry Weiss
- The Vaché & Allred & Metz Family Jazz Band: Side by Side (Nagel-Heyer Records 1998, mit Warren Vaché, Bill Allred, John Allred, Allan Vaché, Ed Metz, Sr., Eddie Metz junior)